# بوزغاز
بوزغاز (به عربی: بوزغاز) یک روستا در سوریه است که در ناحیه قورقینا واقع شده‌است. بوزغاز ۶۳۱ نفر جمعیت دارد.